# Pareurystheus gurjanovae
Pareurystheus gurjanovae is een vlokreeftensoort uit de familie van de Corophiidae. De wetenschappelijke naam van de soort is voor het eerst geldig gepubliceerd in 1977 door Nina Liverjevna Tzvetkova.